# 2009年のパシフィック・リーグクライマックスシリーズ
2009年のパシフィック・リーグクライマックスシリーズは、2009年10月に開催された、プロ野球パシフィック・リーグのクライマックスシリーズである。

## 概要
クライマックスシリーズは日本選手権シリーズ出場権を懸けたプレーオフトーナメントである。本大会はクリック証券株式会社が協賛社となっており「クリック証券・クライマックスシリーズ・パ」と題して行われた。

### トーナメント表
|  | 1stステージ（準決勝） | 1stステージ（準決勝） |                               |       | 2ndステージ（決勝） | 2ndステージ（決勝） |
|  |                       |                       |                               |       |                     |                     |
|  |                       |                       |                               |       |                     |                     |
|  |                       |                       |                               |       |                     |                     |
|  |                       |                       |                               |       |                     |                     |
|  |                       |                       | （6戦4勝制） 札幌ドーム       |       |                     |                     |
|  |                       |                       |                               |       |                     |                     |
|  | 日本ハム              | ☆○○●○                 |                               |       |                     |                     |
|  | 日本ハム              | ☆○○●○                 | （3戦2勝制） クリネックス宮城 |       |                     |                     |
|  |                       |                       | 楽天                          | ★●●○● |                     |                     |
|  | 楽天                  | ○○                    | 楽天                          | ★●●○● |                     |                     |
|  | 楽天                  | ○○                    |                               |       |                     |                     |
|  | ソフトバンク          | ●●                    |                               |       |                     |                     |
|  | ソフトバンク          | ●●                    |                               |       |                     |                     |
|  |                       |                       |                               |       |                     |                     |
|  |                       |                       |                               |       |                     |                     |
|  |                       |                       |                               |       |                     |                     |
|  |                       |                       |                               |       |                     |                     |

☆・★=2ndステージのアドバンテージによる1勝・1敗分

### 第1ステージ
2009年度レギュラーシーズン第2位の東北楽天ゴールデンイーグルスと同第3位の福岡ソフトバンクホークスが3戦2勝先取制で争い、勝者が第2ステージに進出する。
会期：10月16日から10月18日（予備日：10月19日、20日 - 20日までに試合が消化されない場合は打ち切り）
球場：クリネックススタジアム宮城
パ・リーグのプレーオフが宮城県で行われるのは1974年と1977年（いずれも2シーズン制の優勝チームによる決勝戦で、ロッテ対阪急）以来、32年ぶり3回目となるが、2004年以後の現行プレーオフ制度導入後、また楽天イーグルス結成後では初開催である。

### 第2ステージ
2009年度レギュラーシーズン第1位チームの北海道日本ハムファイターズ（1勝分のアドバンテージが与えられる）と第1ステージの勝者（楽天）が6戦4勝先取制で争い、勝者が日本選手権シリーズへの出場権を得る。
会期：10月21日から10月26日（28日までに試合が消化されない場合は打ち切り）
球場：札幌ドーム

## 試合結果

### 第1ステージ
楽天が2連勝で第2ステージ進出を決めた。

#### 第1戦（10月16日）
○楽天 11-4 ソフトバンク●　（クリネックススタジアム宮城）
|              | 1 | 2 | 3 | 4 | 5 | 6 | 7 | 8 | 9 | R  | H  | E |
| ------------ | - | - | - | - | - | - | - | - | - | -- | -- | - |
| ソフトバンク | 0 | 0 | 0 | 4 | 0 | 0 | 0 | 0 | 0 | 4  | 6  | 2 |
| 楽天         | 3 | 0 | 4 | 0 | 0 | 3 | 1 | 0 | x | 11 | 12 | 1 |

1. ソ：●杉内（2回2/3） - 大隣 (2回2/3) - 藤岡 (0回1/3) - 森福 (0回1/3) - 佐藤　(1回) - 三瀬 (1回)
2. 楽：○岩隈（9回）
3. 勝利：岩隈（1勝）
4. 敗戦：杉内（1敗）
5. 本塁打
楽：高須1号、セギノール1号、中島1号、山﨑武1号
6. * 開始 18時00分　観衆 21,303人　時間 3時間0分
  - 審判　球審＝川口 塁審＝秋村、栄村、中村 外審＝柳田、津川

オーダー
| ソフトバンク | ソフトバンク | ソフトバンク |
| 打順         | 守備         | 選手         |
| ------------ | ------------ | ------------ |
| 1            | [二]         | 本多         |
| 2            | [遊]         | 川崎         |
| 3            | [三]         | 松田         |
| 4            | [一]         | 小久保       |
| 5            | [指]         | オーティズ   |
| 6            | [中]         | 長谷川       |
| 7            | [捕]         | 田上         |
| 8            | [右]         | 明石         |
| 9            | [左]         | 吉川         |

| 楽天 | 楽天   | 楽天       |
| 打順 | 守備   | 選手       |
| ---- | ------ | ---------- |
| 1    | [二]   | 高須       |
|      | 走二   | 小坂       |
| 2    | [遊]   | 渡辺直     |
| 3    | [中]   | 鉄平       |
| 4    | [指]   | 山﨑武     |
| 5    | [一]   | セギノール |
|      | 右     | 牧田       |
| 6    | [左]   | 中島       |
|      | 走左   | 聖澤       |
| 7    | [三]   | 草野       |
| 8    | [右]一 | 宮出       |
| 9    | [捕]   | 藤井       |

楽天は1回、高須が先頭打者本塁打で先制すると勢いに乗り、3回までに3本塁打と2本のタイムリー二塁打で7得点とソフトバンク先発の杉内をノックアウト。投げては楽天先発の岩隈が4回に4失点を喫するも9回まで投げきり完投勝利。楽天は球団創設5年目で初のポストシーズンゲームを勝利で飾り、第二ステージ進出へ王手をかけた。ソフトバンクは杉内の不調に加え、多村が試合直前に腰痛でベンチを外れるというハプニング、守備の乱れにも見舞われた。ソフトバンクは2005年のプレーオフから初戦5連敗となった。

#### 第2戦（10月17日）
○楽天 4-1 ソフトバンク●　（クリネックススタジアム宮城）
|              | 1 | 2 | 3 | 4 | 5 | 6 | 7 | 8 | 9 | R | H | E |
| ------------ | - | - | - | - | - | - | - | - | - | - | - | - |
| ソフトバンク | 0 | 0 | 0 | 0 | 0 | 0 | 0 | 1 | 0 | 1 | 7 | 0 |
| 楽天         | 0 | 0 | 0 | 1 | 3 | 0 | 0 | 0 | x | 4 | 8 | 1 |

1. ソ：●ホールトン（5回） - 森福 (2回) - 攝津　(1回)
2. 楽：○田中（9回）
3. 勝利：田中（1勝）
4. 敗戦：ホールトン（1敗）
5. 本塁打
楽：山﨑武2号
6. * 開始 13時00分　観衆 21,388人　時間 2時間47分
  - 審判　球審＝中村 塁審＝栄村、秋村、柳田 外審＝津川、川口

オーダー
| ソフトバンク | ソフトバンク | ソフトバンク |
| 打順         | 守備         | 選手         |
| ------------ | ------------ | ------------ |
| 1            | [二]         | 本多         |
| 2            | [遊]         | 川崎         |
| 3            | [左]         | オーティズ   |
| 4            | [一]         | 小久保       |
| 5            | [中]         | 長谷川       |
| 6            | [捕]         | 田上         |
| 7            | [右]         | 明石         |
| 8            | [三]         | 松田         |
| 9            | [指]         | 森本         |
|              | 打指         | 小斉         |

| 楽天 | 楽天 | 楽天       |
| 打順 | 守備 | 選手       |
| ---- | ---- | ---------- |
| 1    | [二] | 高須       |
|      | 二   | 小坂       |
| 2    | [遊] | 渡辺直     |
| 3    | [中] | 鉄平       |
| 4    | [指] | 山﨑武     |
| 5    | [一] | セギノール |
|      | 一   | 宮出       |
| 6    | [三] | 草野       |
| 7    | [左] | 中村真     |
|      | 左   | 牧田       |
| 8    | [捕] | 中谷       |
| 9    | [右] | 聖澤       |

楽天は先発の田中が危なげないピッチングでソフトバンク打線をエラー絡みの1失点に抑え、前日の岩隈に続く完投勝利。打線は4回に中村真のタイムリーで先制すると5回には山﨑武が勝利を決定付ける3ランを放った。楽天は2連勝で第2ステージ進出を決め、ソフトバンクはダイエー時代から5回連続でポストシーズンゲームの敗退となった。なお、山﨑武は40代では初となるポストシーズン2試合連続本塁打を達成。

### 第2ステージ
日本ハムが4勝1敗（アドバンテージ分1勝を含む）で2年ぶりの日本シリーズ進出を決めた。

#### 第1戦（10月21日）
○日本ハム 9x- 8 楽天● （札幌ドーム）
|          | 1 | 2 | 3 | 4 | 5 | 6 | 7 | 8 | 9  | R | H  | E |
| -------- | - | - | - | - | - | - | - | - | -- | - | -- | - |
| 楽天     | 0 | 1 | 0 | 2 | 0 | 0 | 3 | 0 | 2  | 8 | 12 | 0 |
| 日本ハム | 1 | 0 | 0 | 0 | 0 | 0 | 0 | 3 | 5x | 9 | 13 | 0 |

1. 楽：永井 (7.1回) - 藤原 (0.0回) - 小山 (0.1回) - 有銘 (0.0回) - 川岸 (0.1回) - ●福盛 (0.1回)
2. 日：日：武田勝 (6.1回) - 江尻 (0.2回) - 坂元 (1.0回) - ○林 (1回)
3. 勝利：林（1勝）
4. 敗戦：福盛（1敗）
5. 本塁打
楽：鉄平 1号(9回表2ラン)
日：スレッジ1号(9回裏満塁)
6. * 開始 18時15分　観衆 38,235人　時間 3時間28分
  - 審判
    - 球審＝秋村
    - 塁審＝良川、川口、津川
    - 外審＝柿木園、東

オーダー
| 日本ハム | 日本ハム | 日本ハム |
| 打順     | 守備     | 選手     |
| -------- | -------- | -------- |
| 1        | [二]     | 田中賢   |
| 2        | [左]中   | 森本     |
| 3        | [右]     | 稲葉     |
| 4        | [一]     | 髙橋     |
| 5        | [指]     | スレッジ |
| 6        | [三]     | 小谷野   |
| 7        | [中]     | 糸井     |
|          | 打       | 二岡     |
|          | 走左     | 村田     |
| 8        | [捕]     | 鶴岡     |
|          | 打       | 坪井     |
|          | 捕       | 大野     |
|          | 打       | 稲田     |
|          | 捕       | 中嶋     |
| 9        | [遊]     | 金子誠   |

| 楽天 | 楽天 | 楽天       |
| 打順 | 守備 | 選手       |
| ---- | ---- | ---------- |
| 1    | [二] | 高須       |
|      | 走二 | 小坂       |
| 2    | [遊] | 渡辺直     |
| 3    | [中] | 鉄平       |
| 4    | [指] | 山﨑武     |
| 5    | [一] | セギノール |
|      | 一   | 宮出       |
| 6    | [右] | 中島       |
|      | 打   | 憲史       |
|      | 右   | 聖澤       |
| 7    | [三] | 草野       |
| 8    | [左] | リンデン   |
| 9    | [捕] | 中谷       |

日本ハムは1回裏に髙橋信二の犠牲フライで1点を先取するも、先発の武田勝が楽天打線に捕まり7回途中に5失点で降板。8回裏に反撃して3点を挙げるが9回表に楽天・鉄平に2点本塁打を浴び、8-4と4点ビハインドのまま9回裏へ。
しかし日本ハムは金子が倒れるものの田中・森本が連打し1死1・2塁のチャンスを作ると稲葉篤紀の適時打で3点差とする。続く高橋信二は四球を選び1死満塁とするとターメル・スレッジがクライマックスシリーズ史上初となる起死回生の逆転サヨナラ満塁本塁打を放ち、劇的なサヨナラ勝利を飾った。楽天は救援陣の乱調が響いた。ポストシーズンでのサヨナラ満塁本塁打は1992年の日本シリーズのヤクルト対西武の第1戦で鹿取義隆からサヨナラ満塁本塁打を打った杉浦亨（代打）以来17年ぶり。
2010年（平成22年）8月9日、日本野球機構が12球団の選手・監督・コーチら計858人からプロ野球の歴史を彩った「最高の試合」と「名勝負・名場面」についてアンケートを募集したところ、この試合が「名勝負・名場面」部門で第1位に選ばれた。

#### 第2戦（10月22日）
○日本ハム 3 - 1 楽天● （札幌ドーム）
|          | 1 | 2 | 3 | 4 | 5 | 6 | 7 | 8 | 9 | R | H  | E |
| -------- | - | - | - | - | - | - | - | - | - | - | -- | - |
| 楽天     | 0 | 0 | 0 | 1 | 0 | 0 | 0 | 0 | 0 | 1 | 10 | 1 |
| 日本ハム | 0 | 0 | 0 | 1 | 0 | 0 | 2 | 0 | x | 3 | 9  | 0 |

1. 楽：●岩隈 (8回)
2. 日：○糸数 (7回) - 宮西 (0.0回) - 金森 (1回) - 武田久 (1回)
3. 勝利：糸数（1勝）
4. セーブ：武田久（1S）
5. 敗戦：岩隈（1敗）
6. 本塁打
楽：セギノール1号(4回表ソロ)
7. * 開始 18時15分　観衆 32,713人　時間 3時間19分
  - 審判
    - 球審＝津川
    - 塁審＝柿木園、良川、東
    - 外審＝川口、秋村

オーダー
| 日本ハム | 日本ハム | 日本ハム |
| 打順     | 守備     | 選手     |
| -------- | -------- | -------- |
| 1        | [二]     | 田中     |
| 2        | [左]     | 森本     |
| 3        | [右]     | 稲葉     |
| 4        | [一]     | 髙橋     |
| 5        | [指]     | スレッジ |
| 6        | [三]     | 小谷野   |
| 7        | [中]     | 糸井     |
| 8        | [捕]     | 鶴岡     |
| 9        | [遊]     | 金子誠   |

| 楽天 | 楽天 | 楽天       |
| 打順 | 守備 | 選手       |
| ---- | ---- | ---------- |
| 1    | [二] | 高須       |
| 2    | [遊] | 渡辺直     |
| 3    | [中] | 鉄平       |
| 4    | [指] | 山﨑武     |
|      | 走指 | 内村       |
| 5    | [一] | セギノール |
| 6    | [三] | 草野       |
| 7    | [左] | リンデン   |
| 8    | [右] | 中村真     |
|      | 打   | 中島       |
|      | 打   | 憲史       |
|      | 走右 | 聖澤       |
| 9    | [捕] | 藤井       |

日本ハムの先発投手は、6月に楽天戦でプロ初勝利を記録した糸数敬作。対する楽天は岩隈が中5日で先発した。4回表、糸数はフェルナンド・セギノールのソロ本塁打で1点を失うが、直後の4回裏に小谷野栄一の適時打が出て日本ハムが同点に追いつくと、7回裏には球威の落ち始めた岩隈を攻め、髙橋の2点適時打で3-1とした。楽天は8回表に無死満塁の場面を作りながら後続が倒れ無得点に終わるなど、実に14残塁の拙攻で後がなくなり、日本ハムが日本シリーズ出場に王手をかけた。

#### 第3戦（10月23日）
●日本ハム 2 - 3 楽天○ （札幌ドーム）
|          | 1 | 2 | 3 | 4 | 5 | 6 | 7 | 8 | 9 | R | H | E |
| -------- | - | - | - | - | - | - | - | - | - | - | - | - |
| 楽天     | 0 | 0 | 0 | 3 | 0 | 0 | 0 | 0 | 0 | 3 | 7 | 0 |
| 日本ハム | 0 | 1 | 0 | 0 | 0 | 0 | 0 | 1 | 0 | 2 | 6 | 0 |

1. 楽：○田中 (9回)
2. 日：●八木 (5回) - 江尻 (1回) - 菊地 (1回) - 坂元 (1回) - 林（1回）
3. 勝利：田中（1勝）
4. 敗戦：八木（1敗）
5. 本塁打
楽：渡辺直1号(4回表ソロ)
日：髙橋1号（2回裏ソロ）
6. * 開始 18時15分　観衆 42,328人　時間 2時間49分
  - 審判
    - 球審＝東
    - 塁審＝川口、秋村、柿木園
    - 外審＝良川、津川

オーダー
| 日本ハム | 日本ハム | 日本ハム |
| 打順     | 守備     | 選手     |
| -------- | -------- | -------- |
| 1        | [二]     | 田中     |
| 2        | [左]     | 森本     |
| 3        | [右]     | 稲葉     |
| 4        | [一]     | 髙橋     |
|          | 捕       | 大野     |
| 5        | [指]     | スレッジ |
| 6        | [三]     | 小谷野   |
| 7        | [中]     | 糸井     |
| 8        | [捕]     | 鶴岡     |
|          | 打一     | 稲田     |
| 9        | [遊]     | 金子誠   |

| 楽天 | 楽天 | 楽天       |
| 打順 | 守備 | 選手       |
| ---- | ---- | ---------- |
| 1    | [二] | 高須       |
|      | 二   | 小坂       |
| 2    | [遊] | 渡辺直     |
| 3    | [中] | 鉄平       |
| 4    | [指] | 山﨑武     |
| 5    | [一] | セギノール |
|      | 一   | 宮出       |
| 6    | [右] | 中島       |
|      | 右   | 聖澤       |
| 7    | [左] | リンデン   |
| 8    | [三] | 草野       |
| 9    | [捕] | 中谷       |

日本シリーズ進出に王手をかけた日本ハムは2回、髙橋のソロ本塁打で先制。しかし楽天は4回に渡辺直の同点ソロ本塁打の後、中島と草野のタイムリーで逆転。以降は楽天先発・田中が力投する。8回に1失点したものの、田中は第1ステージに続き完投勝利。楽天は第2ステージ初勝利で、アドバンテージ分を含む日本ハムの3勝1敗とした。また、楽天の監督である野村克也は2020年に死去したため、この勝利が監督としてポストシーズン及び生涯最後の勝利となった。

#### 第4戦（10月24日）
○日本ハム 9 - 4 楽天● （札幌ドーム）
|          | 1 | 2 | 3 | 4 | 5 | 6 | 7 | 8 | 9 | R | H  | E |
| -------- | - | - | - | - | - | - | - | - | - | - | -- | - |
| 楽天     | 0 | 0 | 0 | 3 | 0 | 0 | 0 | 1 | 0 | 4 | 9  | 1 |
| 日本ハム | 1 | 3 | 0 | 0 | 0 | 0 | 2 | 3 | x | 9 | 14 | 0 |

1. 楽：●藤原(2回) - 青山（4.1回） - 小山（1回） - 有銘（0.0回） - 川岸（0.1回） - 岩隈（0.1回）
2. 日：○藤井 (5回) - 江尻 (0.2回) - 林 (0.2回) - 金森（1.2回） - 武田久 (1回)
3. 勝利：藤井（1勝）
4. 敗戦：藤原（1敗）
5. 本塁打
日：森本1号(2回裏2ラン)、スレッジ2号（8回裏3ラン）
6. * 開始 14時00分　観衆 42,328人　時間 3時間43分
  - 審判
    - 球審＝柿木園
    - 塁審＝秋村、津川、良川
    - 外審＝東、川口

オーダー
| 日本ハム | 日本ハム | 日本ハム |
| 打順     | 守備     | 選手     |
| -------- | -------- | -------- |
| 1        | [二]     | 田中     |
| 2        | [左]     | 森本     |
| 3        | [右]     | 稲葉     |
| 4        | [一]     | 髙橋     |
|          | 一       | 稲田     |
| 5        | [指]     | スレッジ |
| 6        | [三]     | 小谷野   |
| 7        | [中]     | 糸井     |
| 8        | [捕]     | 大野     |
|          | 打       | 中田     |
|          | 捕       | 鶴岡     |
| 9        | [遊]     | 金子誠   |

| 楽天 | 楽天 | 楽天       |
| 打順 | 守備 | 選手       |
| ---- | ---- | ---------- |
| 1    | [二] | 高須       |
| 2    | [遊] | 渡辺直     |
| 3    | [中] | 鉄平       |
| 4    | [指] | 山﨑武     |
| 5    | [一] | セギノール |
| 6    | [左] | 中島       |
|      | 打左 | リンデン   |
| 7    | [右] | 宮出       |
|      | 打右 | 中村真     |
| 8    | [三] | 草野       |
| 9    | [捕] | 中谷       |
|      | 打   | 憲史       |
|      | 捕   | 嶋         |
|      | 捕   | 藤井       |

日本ハムは1回にスレッジの犠牲フライで先制すると、2回には田中賢のタイムリースリーベースと森本の2ランで3点を追加。対する楽天も4回にセギノール・宮出のタイムリーで1点差とするが、日本ハムは7回にスレッジ・鶴岡のタイムリーで突き放す。楽天は8回にセギノールのタイムリーで2点差とすると、その裏のピンチには野村が中1日でエースの岩隈を投入する執念の采配を見せた。しかしスレッジにとどめの3ラン本塁打（CS新記録の合計10打点となる）を浴びた。日本ハムがアドバンテージ分含む4勝1敗で日本シリーズ進出を決めた。
試合後には既に楽天の監督退任が決定している野村の胴上げが所属経験のない日本ハムも参加して行なわれた。野村はこの年を最後に現場復帰をしないまま2020年に死去したため、この年がユニフォームを着た最後のシーズンとなり、最後のポストシーズンで生涯最後の試合となった。

## 表彰選手
- MVP：ターメル・スレッジ（日本ハム）

## テレビ・ラジオ放送

### テレビ放送

#### 第1ステージ放送日程
第1戦（10月16日）
- NHK総合≪東北地方のみ≫
  - 実況：高瀬登志彦、解説：武田一浩
  - 放送時間：19:30 - 20:45（地上デジタル総合2は18:00 - 試合終了まで）
  - 九州・沖縄地方では放送されなかった。
- NHK衛星第1
  - 実況：宮田貴行、解説：与田剛
  - 放送時間：18:05 - 21:15
- スカイ・A sports+
  - 実況：上野晃、解説：西崎幸広、リポート：牛丸智子

第2戦（10月17日）
- 東北放送（TBC）≪RKBとの2局ネット≫
  - 実況：三橋泰介、解説：高橋雅裕、島田誠、リポート：守屋周（楽天サイド）、櫻井浩二（RKB、ソフトバンクサイド）
  - 放送時間：12:54 - 17:30
- NHK衛星第1
  - 実況：伊藤慶太、解説：伊東勤
  - 放送時間：13:05 -
- スカイ・A sports+
  - 実況：上野晃、解説：西崎幸広、リポート：牛丸智子

※第3戦が実施されていた場合、地上波はNHK総合≪全国放送≫で、BSはBS1で、CSはスカイ・A Sports+で放送される予定だった。

#### 第2ステージ放送日程
第1戦（10月21日）
- 札幌テレビ放送（STV）≪北海道ローカル≫
  - 実況：宮永真幸、解説：西崎幸広、リポート：岡本博憲（両サイド兼務）
  - 放送時間：19:00 - 20:54、ただし、セ・リーグクライマックスシリーズ第2ステージ第1戦の展開次第では最大30分間の延長あり。
  - セ・リーグクライマックスシリーズ第2ステージ第1戦中継の差し替え
- 宮城テレビ放送（MMT）≪宮城県ローカル≫
  - 実況：伊藤拓、解説：若菜嘉晴
  - 放送時間：19:00 - 20:54、ただし、セ・リーグクライマックスシリーズ第2ステージ第1戦の展開次第では最大30分間の延長あり。
  - セ・リーグクライマックスシリーズ第2ステージ第1戦中継の差し替え

※実況・解説を地域別に差し替え
- テレビ埼玉≪埼玉県ローカル≫
  - 実況：上野晃、解説：芝草宇宙
  - 放送時間：18:30 - 21:30
- NHK衛星第1
  - 実況：冨坂和男、解説：伊東勤
  - 放送時間：18:10 - 21:30（延長あり）
- GAORA
  - 実況：城野昭、解説：光山英和、リポート：宮原あつき
  - 放送時間：18:00 - 22:30（延長あり）

第2戦（10月22日）
- 札幌テレビ放送（STV）≪北海道ローカル≫
  - 実況：永井公彦、解説：白井一幸、リポート：岡崎和久（両サイド兼務）
  - 放送時間：19:00 - 20:54、ただし、セ・リーグクライマックスシリーズ第2ステージ第2戦の展開次第では最大30分間の延長あり。
  - セ・リーグクライマックスシリーズ第2ステージ第2戦中継の差し替え
- 宮城テレビ放送（MMT）≪宮城県ローカル≫
  - 実況：伊藤拓、解説：若菜嘉晴
  - 19:00 - 20:54、ただし、セ・リーグクライマックスシリーズ第2ステージ第2戦の展開次第では最大30分間の延長あり。
  - セ・リーグクライマックスシリーズ第2ステージ第2戦中継の差し替え

※実況・解説を地域別に差し替え
- NHK BSハイビジョン
  - 実況：田中崇裕、解説：大島康徳
  - 放送時間：18:10 - 21:30（延長あり）
- GAORA
  - 実況：城野昭、解説：芝草宇宙、リポート：宮原あつき
  - 放送時間：18:00 - 22:30（延長あり）

第3戦（10月23日）
- 北海道文化放送（UHB）≪OXとの2局ネット≫
  - 実況：廣岡俊光、解説：高木豊、片岡篤史、リポート：加藤寛（両サイド兼務）
  - 19:00 - 21:00（UHB、『UHBニュース』を休止）、19:00 - 20:54（OX）、それぞれ延長なし。
- NHK衛星第1
  - 実況：工藤三郎、解説：与田剛
  - 放送時間：18:10 - 21:30（延長あり）
- GAORA
  - 実況：城野昭、解説：光山英和、芝草宇宙、リポート：宮原あつき
  - 放送時間：18:00 - 22:30（延長あり）

第4戦（10月24日）
- 北海道テレビ放送（HTB）≪北海道ローカル≫
  - 実況：谷口直樹、解説：岩本勉、リポート：柳田知秀（両サイド兼務）
  - 放送時間：13:55 - 16:30、最大延長17:30まで。
- 東日本放送（KHB）≪宮城県ローカル≫
  - 実況：熊谷博之、解説：大塚光二、リポート：松本龍（両サイド兼務）
  - 放送時間：14:00 - 17:30、延長なし、早期終了の場合あり。

※実況・解説を地域別に差し替え
- NHK衛星第1
  - 実況：小野塚康之、解説：鈴木啓示
  - 放送時間：14:05 - 17:30（延長あり）
- GAORA
  - 実況：城野昭、解説：光山英和、芝草宇宙　リポート：宮原あつき
  - 放送時間：14:00 - 17:57（延長あり）

※第5戦・第6戦が実施されていた場合、第5戦が北海道放送（HBC）≪TBCとの2局ネット≫とNHK衛星第1・GAORAで、第6戦がNHK総合≪北海道・東北地方のみ≫・NHK衛星第1・GAORAで放送される予定だった。

### ラジオ放送

#### 第1ステージ放送日程
第1戦（10月16日）
- TBCラジオ≪QR・HBCとの3局ネット≫
  - 実況：守屋周、解説：高橋雅裕、リポーター：三橋泰介（両サイド兼務）
  - 放送時間：TBCは17:57 - 、QRは17:50 - 、HBCは19:00 - 、（試合終了まで）
- TBSラジオ≪TBC制作の裏送り≫
  - 実況：佐藤修（TBC）、解説：松本匡史、リポーター：飯野雅人（TBC、両サイド兼務）
  - 放送時間：17:50 - 試合終了まで
- RKBラジオ≪福岡地区ローカル≫
  - 実況：櫻井浩二、解説：加藤伸一、リポーター：服部義夫（ソフトバンクサイドのみ）
  - 放送時間：18:04 - （試合終了まで）
- KBCラジオ≪福岡地区ローカル≫
  - 実況：田上和延 解説：西村龍次 リポーター：小林徹夫（ソフトバンクサイドのみ）
  - 放送時間：18:05 - （試合終了まで）

第2戦（10月17日）
- TBCラジオ≪QR・HBCとの3局ネット≫
  - 実況：松尾武、解説：佐々木信行、リポーター：飯野雅人（両サイド兼務）
  - 放送時間：13:00 - （試合終了まで）
- RKBラジオ≪福岡地区ローカル≫
  - 実況：服部義夫、解説：加藤伸一、リポーター：櫻井浩二（ソフトバンクサイドのみ）
  - 放送時間：12:55 - （試合終了まで）
- KBCラジオ≪福岡地区ローカル≫
  - 実況：小林徹夫、解説：藤原満、リポーター：田上和延（ソフトバンクサイドのみ）
  - 放送時間：12:55 - （試合終了まで）

※第3戦が実施されていた場合、TBCラジオ≪QR・HBCとの3局ネット≫、RKBラジオ≪福岡地区ローカル≫、KBCラジオ≪福岡地区ローカル≫で放送される予定だった。

#### 第2ステージ放送日程
第1戦（10月21日）
- NHKラジオ第1 （北海道・宮城県のみ）
  - 実況：北野剛寛（IK）、解説：大島康徳、リポーター：星野圭介（IK、日本ハムサイド）、伊藤慶太（HK、楽天サイド）
  - 放送時間：18:00 - 18:50、19:30 - 21:55
- HBCラジオ≪北海道ローカル≫
  - 実況：渕上紘行、解説：岩本勉、リポーター：川畑恒一（日本ハムサイドのみ）、スタジオ担当：斉藤こずゑ
  - 放送時間：17:57 - （試合終了まで）
- STVラジオ≪TBCとの2局ネット≫
  - 実況：岡崎和久、解説：駒田徳広、リポーター：横井健一（日本ハムサイド）、守屋周（TBC、楽天サイド）
  - 放送時間：18:00 - （試合終了まで）
- 文化放送（QR）≪関東広域圏ローカル≫
  - 実況：斉藤一美、解説：東尾修、ゲスト：工藤公康、リポーター：飯塚治（両サイド兼務）
  - 放送時間：17:50 - 21:30（試合終了まで）

第2戦（10月22日）
- NHKラジオ第1 （北海道・宮城県のみ）
  - 実況：高瀬登志彦（HK）、解説：伊東勤、リポーター：北野剛寛（IK、日本ハムサイド）、伊藤慶太（HK、楽天サイド）
  - 放送時間：18:00 - 18:50、19:30 - 21:47
- HBCラジオ≪北海道ローカル≫
  - 実況：卓田和広、解説：岩本勉、リポーター：川畑恒一（日本ハムサイドのみ）
  - 放送時間：17:57 - （試合終了まで）
- STVラジオ≪TBCとの2局ネット≫
  - 実況：宮永真幸、解説：西崎幸広、リポート：横井健一（日本ハムサイド）、守屋周（TBC、楽天サイド）
  - 放送時間：18:00 - （試合終了まで）
- 文化放送（QR）≪関東広域圏ローカル≫
  - 実況：飯塚治、解説：東尾修、ゲスト：工藤公康、リポーター：上野智広（両サイド兼務）
  - 放送時間：17:50 - 21:30（試合終了まで）

第3戦（10月23日）
- NHKラジオ第1[3]
  - 実況：星野圭介（IK）、解説：鈴木啓示、リポーター：北野剛寛（IK、日本ハムサイド）、高瀬登志彦（HK、楽天サイド）
  - 放送時間：18:05 - 18:50、19:30 - 21:12（放送終了後、ニュースを挟んでセ・リーグクライマックスシリーズ「巨人×中日」を21:45まで放送した）
- HBCラジオ≪北海道ローカル≫
  - 実況：川畑恒一、解説：大宮龍男、リポーター：水野善公（日本ハムサイドのみ）
  - 放送時間：17:57 - （試合終了まで）
- STVラジオ≪TBCとの2局ネット≫
  - 実況：永井公彦、解説：白井一幸、リポート：横井健一（日本ハムサイド）、守屋周（TBC、楽天サイド）
  - 放送時間：18:00 - （試合終了まで）
- 文化放送（QR）≪関東広域圏ローカル≫
  - 実況：上野智広、解説：岩本勉、駒田徳広、リポーター：飯塚治（両サイド兼務）
  - 放送時間：17:50 - 21:30（試合終了まで）

第4戦（10月24日）
- NHKラジオ第1
  - 実況：伊藤慶太（HK）、解説：与田剛、リポーター：星野圭介（IK、日本ハムサイド）、高瀬登志彦（HK、楽天サイド）
  - 放送時間：14:05 - 17:00（試合終了まで）
- HBCラジオ≪TBCとの2局ネット≫
  - 実況：山内要一、解説：大宮龍男、リポーター：渕上紘行（日本ハムサイド）、守屋周（TBC、楽天サイド）
  - 放送時間：HBCは13:50 -、TBCは13:55 - （試合終了まで）
- 文化放送（QR）≪関東広域圏ローカル≫
  - 実況：菅野詩朗、解説：山崎裕之、リポーター：飯塚治（両サイド兼務）
  - 放送時間：14:00 - 17:00（試合終了まで）
- ニッポン放送（LF）≪関東広域圏ローカル≫
  - 実況：山内宏明、解説：田尾安志、リポーター：山田透（両サイド兼務）
  - 放送時間：14:00 - 17:30（試合終了まで）

※STVラジオは『ウイークエンドバラエティ 日高晤郎ショー』の放送を優先したため、中継を行わなかった（ただし18:00からセ・リーグクライマックスシリーズ「巨人×中日」戦（LF制作）を試合終了まで中継）。